# Codex Wittekindeus

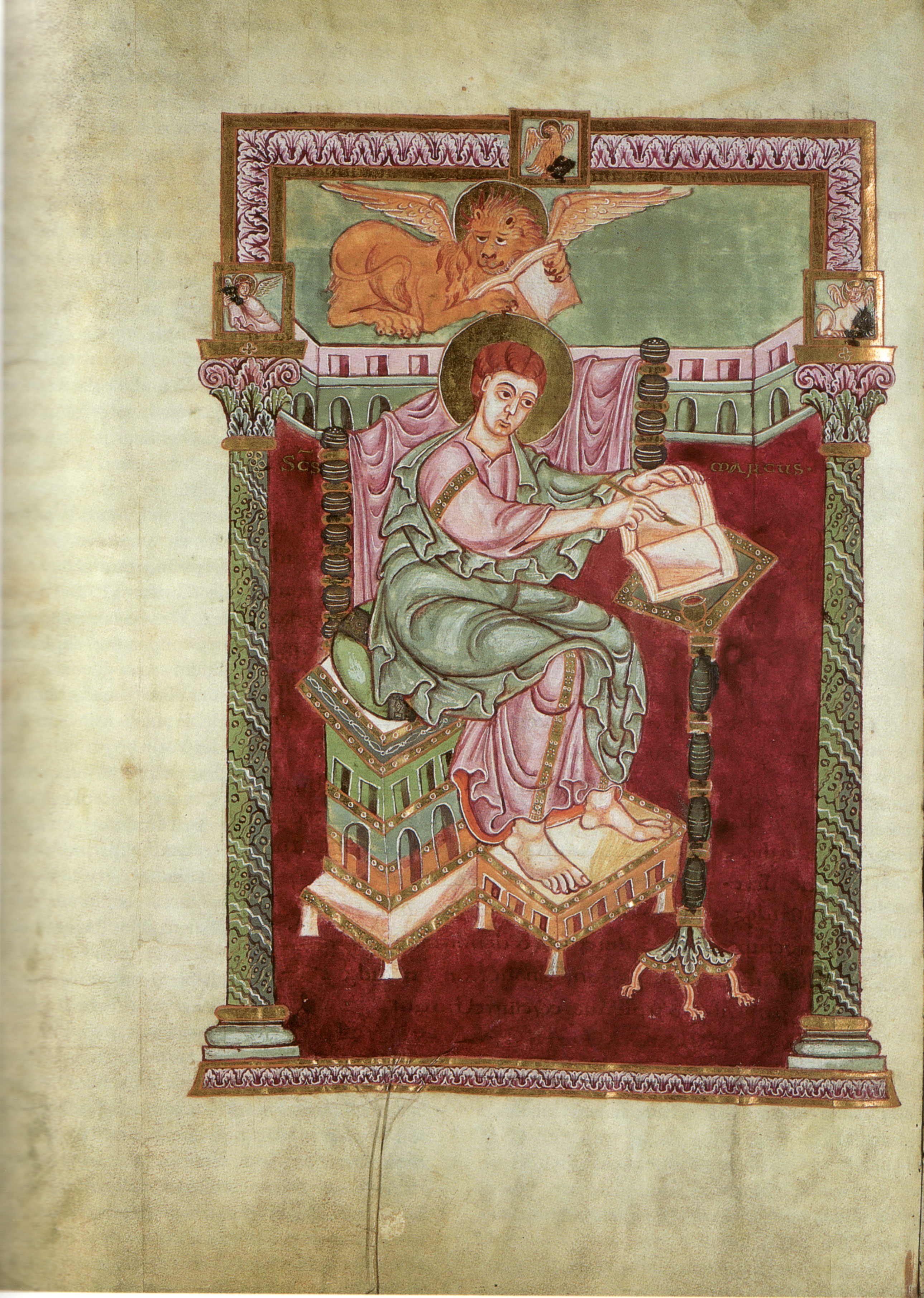
Bildseite fol. 45v: Evangelist Markus

Der Codex Wittekindeus ist eine Pergamenthandschrift eines Evangeliars aus der Schreib- und Malschule des Klosters Fulda und gehört zu den Hauptwerken der ottonischen Buchmalerei. Die Handschrift wird heute unter der Signatur Codex Theol. Lat. fol. 1 in der Staatsbibliothek zu Berlin aufbewahrt.

## Geschichte
Die Handschrift mit prachtvollen Bildern – wie üblich jeweils ein Titelbild zu Beginn des jeweiligen Evangeliums – unter anderem in Purpur war zuerst im Dom von Magdeburg und gelangte über die Grabkirche Widukinds im Stift Enger in das Herforder Stift St. Johann und Dionys. Von dort kam sie im 17. Jahrhundert als Huldigung an den Großen Kurfürst in die von ihm 1661 gegründete Churfürstliche Bibliothek zu Cölln an der Spree, den Vorgänger der heutigen Staatsbibliothek.

## Handschrift
Die Handschrift im Format 29,1 × 40,1 cm umfasst 127 Blatt.

## Einband
Der Ledereinband des 19. Jahrhunderts wurde unter Verwendung der vier originalen Elfenbeintafeln des alten Prachteinbandes gestaltet. Ursprünglich war er noch mit Goldschmiedefiguren, Edelsteinen und acht Heiligenbildnissen geschmückt. Der Einband wurde im 19. Jahrhundert neu geschaffen. Von dem ursprünglichen Einband mit Metall- und Edelsteinschmuck, einer Magdeburger Arbeit aus der Mitte des 11. Jahrhunderts, gestiftet von Erzbischof Engelhard von Magdeburg, blieben nur vier Elfenbeintafeln mit Goldfolie erhalten, die von einem Antependium aus der zweiten Hälfte des 10. Jahrhunderts stammen, vermutlich einer Stiftung Ottos I. Die Tafelgröße beträgt 11,7 × 12,5 bis 12,8 cm. Sie zeigen Szenen aus dem Leben Jesu.